# Флаг Андалусии
Флаг Андалусии (также известен как Арбондайра или Арбонайда), согласно статье 6 Уставу автономии Андалусии, Органическому закону 6/1981 от 30 декабря 1981 года, является традиционным флагом, состоящим из трёх горизонтальных линий — зелёной, белой и зелёной — одинаковой ширины, каким он был принят в Ассамблее в Ронде (Малага) в 1918 году. Автором флага является исламофил и андалусский националист Блас Инфанте.
В центре флага изображён Официальный герб Андалусии, высота которого равна двум пятым ширины флага.
Зелёным флагом, появившимся в Андалусии в VIII веке, был штандарт Династии Омейядов (см. также Кордовский эмират). Белый был цветом альмохадов. Белый цвет, знамя альмохадов, пересекает зелёный цвет омейядов, символизируя союз двух народов.
18 июля 1195 года альмохадский султан Якуб аль-Мансур (Юсуф II) разбил Альфонсо VIII Кастильского в Битве при Аларкосе. В напоминание об этой победе было приказано повесить бело-зелёное знамя на здание Севильской мечети.
Первым текстом в котором упоминается бело-зелёное знамя, была поэма, написанная Абу Асбагом Ибн Аркамом, гуадикским поэтом, визирем царя Альмерии Альмутассима.